# Франческо дель Анно (військовик)
Франческо дель Анно (італ. Francesco Dell'Anno) — італійський морський офіцер. Проходив службу у Королівських військово-морських силах Італії під час Другої світової війни.

## Життєпис
Франческо дель Анно народився 16 жовтня 1902 року в Таранто. У 1918 році вступив до Військово-морської академії в Ліворно, яку закінчив у 1920 році у званні гардемарина. У 1922 році йому було присвоєне звання молодшого лейтенанта. Ніс службу на різних кораблях. у 1923 році отримав звання лейтенанта та посаду помічника капітана на есмінці «Джузеппе Міссорі», потім на есмінці «Вінченцо Джованні Орсіні», і зрештою на «Джузеппе Сірторі».
У 1934 році Франческо дель Анно було присвоєне звання капітана 3-го рангу, він командував різними надводними кораблями та підводними човнами.
У січні 1939 року йому було присвоєне звання капітана 2-го рангу і призначено на крейсер «Джованні деле Банде Нере» помічником капітана, а пізніше капітаном есмінця «Алвізе да Мосто».
1 грудня есмінець супроводжував танкер «Мантовані» з Неаполя в Триполі. Конвой був атакований британськими літаками. Танкер зазнав серйозних пошкоджень. «Алвізе да Мосто» взяв його на буксир, але за 2 години конвой знову був атакований ворожими літаками. Від влучання бомб танкер загорівся. Поки «Алвізе да Мосто» рятував членів його команди, вдалині з'явились кораблі З'єднання K — крейсери «Пінелопі» та «Аврора». Есмінець випустив торпеди та пішов в атаку, ведучи вогонь зі своїх гармат. Важко пошкоджений ворожим вогнем, есмінець почав тонути. Франческо дель Анно доклав усіх зусиль, щоб врятувати екіпаж, і покинув корабель останнім.
За свою мужність він був нагороджений Золотою медаль «За військову доблесть».
У січні Франческо дель Анно був призначений капітаном есмінця «Шірокко».
22 березня під час другої битви у затоці Сидра «Шірокко» та «Дженьєре» вийшли з Таранто на з'єднання з ескадрою Анджело Якіно. О 20:45 «Шірокко» повідомив, що через аварію рухається лише правою машиною, а швидкість не перевищує 14 вузлів. О 20:45 есмінці отримали наказ повертатись назад, о 23 зуміли підняти швидкість до 20 вузлів.
Незабаром після опівночі кораблі втратили контакт один з одним. О 00:07 на «Шірокко» сталась повторна аварія в машині, а через сильний шторм швидкість впала до 7 вузлів. О 5:39 корабель втратив хід, його накрило хвилями, і о 5:45 есмінець затонув за 150 миль на схід від Мальти у точці з координатами 35°50′ пн. ш. 17°35′ сх. д. / 35.833° пн. ш. 17.583° сх. д.

## Нагороди
- Золота медаль «За військову доблесть»

## Вшанування
На честь Франческо дель Анно планувалось назвати один з есмінців типу «Команданті Медальє д'Оро», але будівництво не було завершене.